# MICE
MICE акронім від англ. Meetings-Incentive-Conferences-Events. C часто виступає як англ. Conventions, а E — як англ. Exhibitions. 
Терміном MICE позначається галузь послуг з організації зустрічей, конференцій, інших подій. Стосуються галузі ділового туризму.